# 劉安 (太學生)
劉安，字志康，南京淮安府山陽縣（今江蘇省淮安縣）人，明朝政治人物。劉楚善之子。

## 生平
自幼聰穎過人，然而屢試不第。入太學出身。宣德八年，擔任南宮縣知縣。正統年間，升任杭州府知府。再升浙江布政司右參政，任內去世。